# Eublemma amabilis
Eublemma amabilis är en fjärilsart som beskrevs av Saalmüller 1891. Eublemma amabilis ingår i släktet Eublemma och familjen nattflyn. Inga underarter finns listade i Catalogue of Life.